# Орден Верности (Марокко)
Орден Верности — государственная награда Королевства Марокко за гражданские заслуги.

## История
Орден Верности был учреждён королём Марокко Мохаммедом V 16 ноября 1955 года для вознаграждения марокканских подданных за личные заслуги перед королём и акты верноподданнического поведения.
Орден учреждался в трёх классах – специальном (Большая лента), первом (Командор) и втором (Кавалер). 
15 мая 1963 года и 14 декабря 1966 года в статут награды вносились изменения.
С 12 апреля 1976 года в статут награды внесено ограничение и вручается только класс Гранд-офицера.

## Степени
Три класса:
| Класс            | Специальный класс Большая лента | 1 класс Командор | 2 класс Кавалер |
| Орденская планка |                                 |                  |                 |

## Описание
Орденская лента шёлковая муаровая зелёного и красного цветов с полосками обратных цветов по краям.

### Большая лента
Знак ордена – золотая пятиконечная лилиевидная звезда зелёной эмали с бортиком, наложенная на пятиконечную звезду, формируемую разновеликими двугранными заострёнными лучиками. В центре золотой круглый медальон с широкой золотой каймой. В медальоне рельефный профильный погрудный портрет короля Мохаммеда V. На кайме внизу рельефная надпись на арабском языке.
Знак носится на левой стороне груди.

### Командор
Знак ордена – золотая пятиконечная лилиевидная звезда зелёной эмали с бортиком. В центре золотой круглый медальон с широкой золотой каймой. В медальоне рельефный профильный погрудный портрет короля Мохаммеда V. На кайме внизу рельефная надпись на арабском языке.
Знак носится на шейной орденской ленте.

### Кавалер
Знак ордена аналогичен знаку класса Командор. Носится на нагрудной орденской ленте.